# Alonso Pimentel y Herrera de Velasco
Antonio Bernardino Alonso Pimentel i Herrera de Velasco (Benavente, 1514 - Valladolid, 1575) va ser un noble, polític i militar castellà, cap de la Casa de Benavente i Virrei de València (1566-1572).

## Biografia
Va nàixer l'any 1514 a Benavente, terra de la senyoria del seu pare, Alonso Pimentel i Pacheco, V comte i II duc de Benavente, V comte de Mayorga i altres títols, i d'Ana d'Herrera i Velasco, filla de Bernardino Fernández de Velasco i Mendoza, i duc de Frías, III comte d'Haro i VII Conestable de Castella, i de la seva primera dona Blanca d'Herrera, V senyora de Pedraza. Va succeir al seu pare a la Casa de Benavente, sent VI comte i III duc de Benavente, i va heretar el Comtat de Mayorga del seu germà Rodrigo Pimentel i Herrera de Velasco, que va morir sense successió, sent el sisè titular de la dignitat.
Va participar en la conquesta de Tunísia i en les campanyes d'Itàlia, França i Alemanya. Va ser amic personal de Carlos I d'Espanya i padrí de pila i tutor del seu fill Felip II. També va ser majordom major de les infantes a la mort del comte de Cifuentes. Va ser governador de la fortalesa de la Carraca (La Goleta) des 1565-1572 prenent possessió del càrrec el 29 de maig de 1565, i Virrei de València (1566-1572) per Felip II. Va ser recompensat amb el Comtat de Villalón.

## Matrimoni i descendència
Va contreure matrimoni amb María Luisa Enríquez i Téllez-Girón, també anomenada María Luisa Girón Enríquez, filla de Fernando Enríquez de Mendoza i Velasco, I duc de Medina de Rioseco, i de Maria Girón, filla del II comte d'Ureña. Van ser pares de:
1. Luis Alonso Pimentel Herrera i Enríquez de Velasco, VII comte i IV duc de Benavente, VII comte de Mayorga, II comte de Villalón. Mort sense descendència.
2. Luisa Pimentel i Enríquez, casada amb Juan Álvarez de Toledo i de Monroy, V comte d'Oropesa i III comte de Deleytosa.
3. Maria Josefa Pimentel i Girón, casada amb Fadrique Álvarez de Toledo i Enríquez de Guzmán, IV duc d'Alba, sense successió. Després del matrimoni, en 1563 Felip II de Castella li va concedir a ella el Ducat d'Huéscar.
4. Juan Alonso Pimentel Herrera i Enríquez de Velasco, que després de la mort sense successió del seu germà, va esdevenir VIII comte i V duc de Benavente, VIII comte de Mayorga i III comte de Villalón.